# Province de Padoue
La province de Padoue (en italien : provincia di Padova) est une province italienne située dans la région Vénétie. Sa capitale est Padoue.
Entièrement entourée des autres provinces vénètes, confine au nord avec la province de Trévise et la province de Vicence, à l’est avec la province de Venise et la lagune de Venise, au sud avec la province de Rovigo, à l’ouest avec la province de Vérone et la province de Vicence.

## Géographie
Le territoire, principalement de plaine, est traversé par de nombreux cours d'eau naturels, parmi lesquels les principaux sont les fleuves Brenta, Bacchiglione et, à l'extrême sud de la province, l'Adige ; à côté de ceux-ci, une multitude de canaux artificiels, dont le Canale di Battaglia, le Canale Bisato, le Canale Piovego.
Au sud-ouest de la cité de Padoue, en dehors de la zone des Terme euganee, surgissent les Colli Euganei (monts Euganéens), modestes reliefs d'origine volcanique, uniques élévations de la province.
La province comprend aussi une petite section de la Lagune de Venise, dans la zone dite Valle Millecampi.

## Histoire

Les canaux entre le Brenta et le Bacchiglione.

L'histoire de la province de Padoue est étroitement liée à celle de la ville de Padoue (Padoue#Histoire) et de la Maison d'Este, celle des Visconti seigneurs de Milan et des Camposampiero.
Au XIIe siècle, les rivalités avec la cité de Vicence tournaient essentiellement autour des problèmes de communications par voies navigables sur le fleuve Bacchiglione pour la liaison avec l'Adriatique et le port de Venise. La province de Padoue dut, à cette époque, détourner une partie des eaux du Brenta, par le canal Brentella, pour alimenter le Bacchiglione dont, en amont, les gens de Vicence avait détourné le cours à leur avantage. Le creusement du Canale Piovego reliant Padoue au Naviglio del Brenta permit la liaison directe avec Venise et son port de commerce.

## Tourisme

### Circuit des villas palladiennes
Au XVe siècle, afin d’assurer leur assise sur la péninsule italienne, les vénitiens partirent à la conquête de la terre ferme et après de vifs affrontements contre Vérone, Padoue, Milan, Vicence, etc. ils mettent en valeur de grands domaines en faisant construire des résidences secondaires, entre la ferme et le palais, inspirées des beaux palais du Grand Canal de Venise. Ils firent appel à l’architecte Andrea Palladio de Padoue. Des centaines de villas palladiennes voient le jour le long des canaux entre Padoue et Fusina à l’embouchure du Naviglio del Brenta dans la lagune.
- Aujourd’hui, ces villas, palais et autres édifices, dont la plupart sont inscrits au patrimoine de l’UNESCO, sont visibles le long du Naviglio del Brenta (Riviera del Brenta), du Canale Piovego, canale Brentella ; par des croisières touristiques sur des petits bateaux (75 à 125 places) entre Padoue et Venise.
- Un autre itinéraire palladien part de Padoue en direction du sud, passe à Este et Rovigo et traversant les monts Euganéens, les villes de Abano Terme, Montegrotto, Arquà Petrarca (ville du poète Pétrarque (1304-1374)), Rovigo sur l’Adige. Ce parcours est parsemé de villas plus belles les unes que les autres, toutes datées du milieu du XVIe siècle.

## Administration

### Communes principales
| N. | Ville             | Population (Hab) | Superficie (km2) |
| -- | ----------------- | ---------------- | ---------------- |
| 1  | Padoue            | 210 301          | 92               |
| 2  | Selvazzano Dentro | 21 731           | 19,58            |
| 3  | Vigonza           | 20 901           | 33,32            |
| 4  | Albignasego       | 20 696           | 20,99            |
| 5  | Cittadella        | 19 777           | 36               |
| 6  | Abano Terme       | 19 136           | 21               |
| 7  | Piove di Sacco    | 18 271           | 35,63            |
| 8  | Monselice         | 17 495           | 52               |
| 9  | Este              | 16 864           | 32,76            |
| 10 | Cadoneghe         | 15 576           | 12               |